# 다마크 FC
다마크 FC(아랍어: ضمك, 영어: Damac FC)는 사우디아라비아의 축구 클럽으로, 하미스무샤이트를 연고로 하고 있다. 현재 사우디아라비아의 최상위 리그인 사우디 프로페셔널리그에 참가하고 있다.

## 우승 경력
- 사우디 퍼스트 디비전

● 준우승 (1): 2018-19
- 사우디 세컨드 디비전

● 우승 (2): 1980-81, 2014-15
● 준우승 (2): 1989-90, 2004-05
- 사우디 서드 디비전

● 준우승 (1): 2002-03

## 선수 명단

### 현역
참고: FIFA 자격 규정에 따라 소속된 국가대표팀 국기를 표시합니다. 선수는 복수의 FIFA 비회원국 국적을 가지고 있을 수 있습니다.
| 번호 | 포지션 | 국적   | 이름              |
| ---- | ------ | ------ | ----------------- |
| 15   | DF     | 알제리 | 파루크 차파이     |
| 32   | MF     |        | 니콜라에 스탄치우 |

| 번호 | 포지션 | 국적   | 이름          |
| ---- | ------ | ------ | ------------- |
| 80   | FW     | 세네갈 | 하비브 디알로 |

## 역대 감독
| 감독            | 임기   |
| --------------- | ------ |
| 잘렐 카드리     | 2011   |
| 믈라덴 프란치치 | 2017   |
| 코스민 콘트라   | 2023 ~ |

틀:다마크 FC 선수 명단